# Rhipidia garrula
Rhipidia garrula là một loài ruồi trong họ Limoniidae. Chúng phân bố ở miền Cổ bắc.